# NGC 1032
NGC 1032 (również PGC 10060 lub UGC 2147) – galaktyka spiralna (S0-a), znajdująca się w gwiazdozbiorze Wieloryba w odległości około 110 milionów lat świetlnych od Ziemi. Została odkryta 18 grudnia 1783 roku przez Williama Herschela.
NGC 1032 jest starą galaktyką z niewielką ilością gorących olbrzymich gwiazd.
W galaktyce tej odkryto supernową SN 2005E.